# Магдалена Стоева
Магдалена Стойчева Стоева е български медицински физик, професор в Пловдивския университет.

## Биография
Родена е на 4 май 1976 г. в Пловдив. Завършва висшето си образование през 2000 г. в Пловдивския филиал на ТУ – София. Магистър е по медицинска физика/техника и компютърни системи и е доктор по медицина. Към 2020 г. работи в катедра „Образна диагностика“ на Медицински университет – Пловдив. През 2020 г. е включена в Почетния списък на най-изтъкнатите международни лидери на науките в областите медицинска физика и медицинско инженерство от International Science Council.
Участва в проекти за електронно образование и е един от специалистите, получили приза „Леонардо да Винчи“ на Европейската комисия. През 2013 г. е наградена с медал за Млад учен на Международния съюз за чиста и приложна физика. От 2015 г. е член на ръководството на Международната организация по медицинска физика. Главен редактор е на списанието Medical Physics World и на научното списание Health and Technology (Springer). Технически редактор е на списанието Medical Physics International. Автор е на над 50 научни публикации и учебници. Редактор е към серията книги по медицинска физика и инженерство към CRC Press (Taylor and Francis). През 2017 е делегат на IUPESM към International Science Council. От 2016 г. е професор към катедрата по „Образна диагностика“ на Медицински университет - Пловдив. Почетен член е на Международната организация по медицинска физика.